# Здание Ярославского обкома КПСС
Здание Ярославского областного комитета КПСС построено на Советской площади, в исторической части Ярославля, в конце 1970-х — начале 1980-х годов.

## История
Проект создали в мастерской В. Н. Шестопалова. Благодаря новому главному зданию Советская площадь получала пространственную завершенность, обком КПСС стал её композиционным центром. В 1983 году авторы были удостоены Государственной премии РСФСР.

## Архитектура
Здание было отодвинуто от Крестьянской улицы, оставляя место для аванплощади, растянутой вдоль его фронта. Новая аванплощадь получила сильное развитие, многоплановость. Оно было дополнено плоской крышей с парапетами, но стало выше соседних зданий. Акцент в композиции сделан на вынесении главного зала среди структуры. Внутри сформировалась система своеобразного курдонёра, главный вход в который осуществляется под галереей третьего этажа со стороны Крестьянской улицы.